# Brothers in Arms: Hell's Highway
Brothers in Arms: Hell's Highway é um jogo eletrônico de tiro em primeira pessoa de 2008 desenvolvido pela Gearbox Software e publicado pela Ubisoft para PlayStation 3, Xbox 360 e Microsoft Windows. É o terceiro jogo da série Brothers in Arms.
Brothers in Arms: Hell's Highway continua com a história dos homens do 502º Regimento de Infantaria Paraquedista da 101ª Divisão Aerotransportada, agora nos últimos estágios da Segunda Guerra Mundial, durante a Operação Market Garden nos Países Baixos, com o jogador retornando ao papel do Sargento Matthew Baker (baseado em Harrison C. Summers) do primeiro jogo da série.

## Jogabilidade
Brothers in Arms: Hell's Highway é um jogo de tiro tático ambientado durante a Segunda Guerra Mundial jogado tanto na perspectiva de primeira pessoa quanto na de terceira pessoa (um recurso novo para série). O objetivo de Hell's Highway é guiar o personagem do jogador, o Staff Sgt. Matthew Baker e os esquadrões sob seu comando, completando objetivos durante a Operação Market Garden. No modo campanha, os jogadores devem completar uma série de níveis que englobam o enredo de Hell's Highway. A jogabilidade conta com novos atrativos: agora os civis podem dar dicas aos americanos sobre a posição ou movimentação das tropas inimigas, o comandante pode requisitar auxílio aéreo pelo rádio, além de portar armamento pesado, como bazucas. O histórico de cada um dos soldados está bem desenvolvido e esmiuçado, aumentando ainda mais a sensação de imersão e contextualização histórica do jogador. O combate em Hell's Highway contém elementos de estratégia e é baseado em esquadrões, mantendo muito da jogabilidade de seus antecessores. O jogador tem controle direto de Baker enquanto os membros do esquadrão são controlados pela inteligência artificial do jogo. Conforme os jogadores progridem ao longo da história, um máximo de três esquadrões podem acompanhá-los no campo de batalha. Três variações de esquadrão estão disponíveis, cada uma com seus próprios pontos fortes e pontos fracos; por exemplo, equipes de fogo de supressão, geralmente equipados com rifles M1 ou uma metralhadora portátil Browning M1919, são eficientes em suprimir o inimigo ou encurrala-los, enquanto equipes de assalto, geralmente equipadas com metralhadoras de assalto como a Thompson M1A1, BAR e granadas, são preferidas para manobras de flanco. O jogador pode emitir comandos para os esquadrões, como enviá-los para se protegerem ou focar fogo de supressão em uma posição inimiga. Um círculo vermelho acima dos inimigos mostra quando eles estão ativos na batalha e são uma ameaça, tanto para o jogador quanto para o seu esquadrão. Quando o jogador emite uma ordem de tiro supressivo, o círculo fica cinza e o inimigo está suprimido ou encurralado, indicando uma oportunidade para o jogador ou esquadrão mover-se para uma posição de flanco melhorada.
O jogo possui um sistema de cobertura, que permite aos jogadores se esconderem estrategicamente atrás de objetos enquanto lutam contra inimigos, e alterna a visão do jogador para uma perspectiva sobre o ombro, semelhante a um jogo de tiro em terceira pessoa. Hell's Highway apresenta um sistema de cobertura destrutível, permitindo que objetos como cercas de madeira e sacos de areia sejam destruídos por tiros ou explosivos. Ao contrário dos dois jogos anteriores da série, uma regeneração de saúde está presente, justificado por representar a exposição de um personagem à ameaça em um campo aberto ao invés de resiliência a danos: quando o personagem do jogador é exposto ao fogo inimigo, a tela fica vermelha e embaçada. Se ele permanecer sob fogo, eventualmente será atingido e morto. Permanecer em cobertura perante ao fogo inimigo removerá rapidamente a "ameaça" da tela vermelha. A jogabilidade também introduz o recurso de "câmera de ação" que às vezes diminui momentaneamente e o tempo fica em câmera lenta quando um jogador mata um inimigo com um tiro na cabeça ou granada. Geralmente esses momentos de "câmera de ação" expõe o gore do jogo, e resulta em mutilações e desmembramento dos inimigos.

## Sinopse

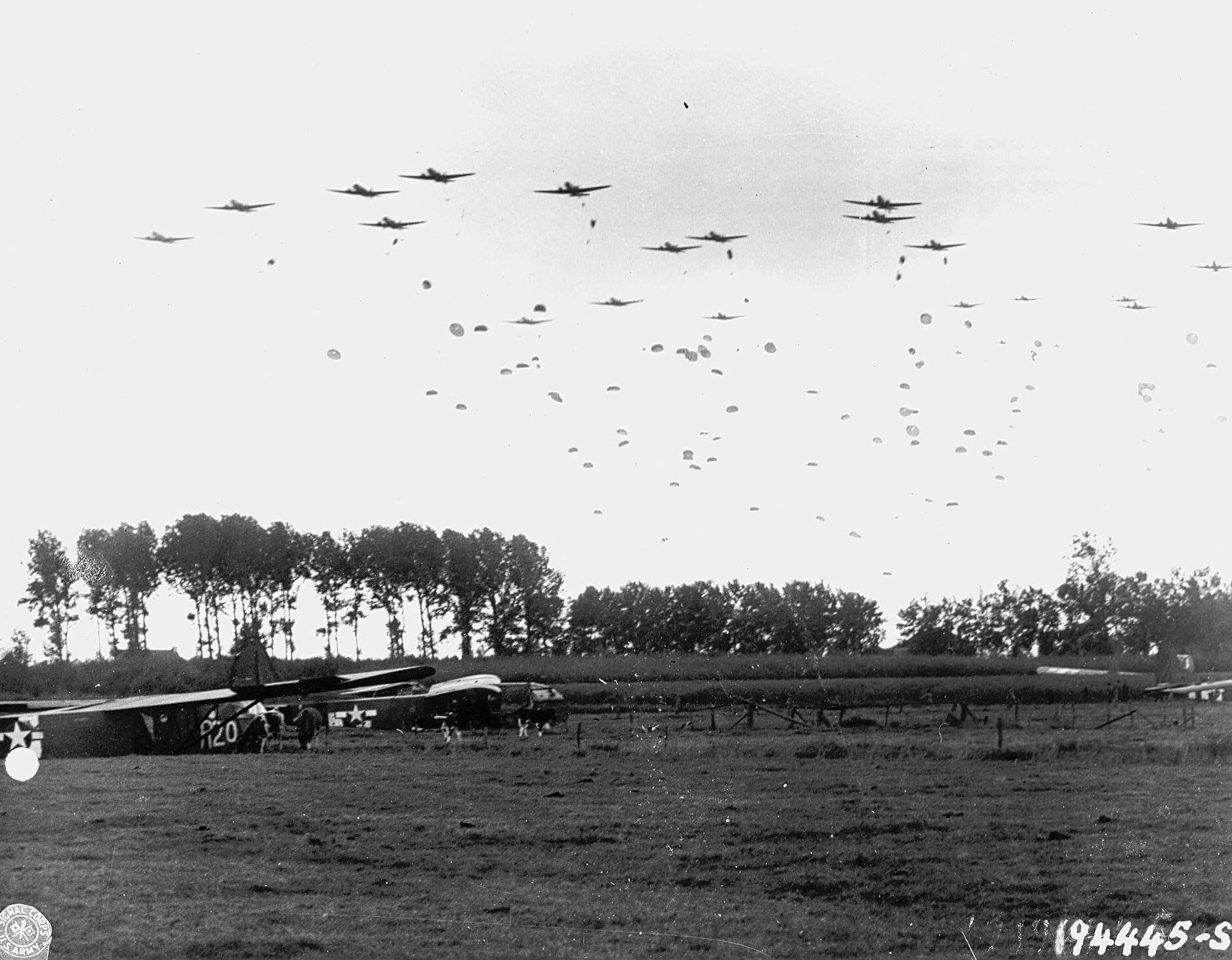
Assim como seus dois principais títulos anteriores, Brothers in Arms: Hell's Highway é baseado em eventos reais, e novamente tem como foco as ações do 502.º Regimento de Infantaria Paraquedista, desta vez durante a Operação Market Garden.

### Contexto histórico
A história volta sob a perspectiva do Sargento Matthew Baker durante as ações do 502.º Regimento de Infantaria Paraquedista na Operação Market Garden de 17 a 25 de setembro de 1944. A Operação Market Garden foi um plano idealizado pelo general britânico Bernard Montgomery. Foi uma das maiores invasões aerotransportadas da história. O plano era enviar três divisões de Infantaria Paraquedista, duas do Exército dos Estados Unidos (101ª Divisão Aerotransportada e 82ª Divisão Aerotransportada) e uma do Exército Britânico (1ª Divisão Aerotransportada), auxiliada por uma brigada polaca. Essas divisões desembarcariam nos Países Baixos e protegeriam pontes de Eindhoven e Nimegue até Arnhem (a ponte mais distante da linha de frente). O XXX Corpo Britânico (30º Corpo Britânico) então faria um rápido avanço ao longo das estradas de conexão e se conectaria com a 1ª Divisão Aerotransportada britânica, isso cortaria as linhas alemãs e as deixaria muito vulneráveis. Isso levaria os Aliados sobre o Reno e, esperançosamente, para Berlim no Natal de 1944. A operação foi executada em 17 de setembro de 1944, quatro meses após a Invasão da Normandia (Operação Overlord) apresentada nos dois jogos anteriores da série.
Infelizmente, embora inicialmente bem-sucedida (mas com desvantagens e grandes atrasos no setor da 82ª Divisão Aerotransportada) com pontes seguras em Eindhoven, Veghel, Grave e Nimegue, as forças alemãs engajadas em Arnhem não eram as tropas exaustas que os Aliados enfrentaram na França. As Divisões Panzer de elite estavam à espreita, preparadas para repelir o ataque e provaram ser demais para a (comparativamente) modestamente equipada 1ª Divisão Aerotransportada Britânica. Os lançamentos de suprimentos frequentemente erravam o alvo, o que dificultava a sobrevivência dos britânicos na subsequente Batalha de Arnhem, pois não conseguiam se rearmar e, portanto, achavam difícil afastar os alemães atacantes até que o XXX Corpo chegasse. O que nunca ocorreu. Os blindados britânicos chegaram a Nimegue e então decidiram que era muito arriscado continuar o avanço, essencialmente abandonando a sitiada 1ª Divisão Aerotransportada em Arnhem. Em sua rota para o norte em direção a Nimegue e Arnhem, as tropas terrestres da Operação Market Garden tiveram que lidar com oposição feroz e contra-ataques frequentes. Por dias, batalhas ferozes ocorreram, causando sérios atrasos. Como resultado, reforços vitais não conseguiram chegar à ponte de Arnhem a tempo e a Operação Market Garden falhou. Operações de resgate foram encenadas para recuar os soldados britânicos cercados de volta para trás das linhas de frente em segurança. No entanto, dos 10.600 paraquedistas britânicos e poloneses que foram lançados em 17 de setembro, restaram apenas 2.398 e muitos foram rendidos e feitos prisioneiros. O que piorou as coisas foi que, como a posição das tropas aliadas era ao longo de um trecho de estradas interligadas, os inevitáveis (e esperados) contra-ataques alemães foram ferozes, prendendo os Aliados em um estreito trecho de terra holandesa que se estendia além da antiga linha de frente. O trecho que levava a Eindhoven – a rota 69 (que a 101ª Divisão Aerotransportada teve que defender de contra-ataques enquanto o XXX Corpo britânico subia a estrada) é o que ficou conhecido como "Hell's Highway" ("Estrada do Inferno"), que leva o nome do jogo.
O sargento Matthew Baker do primeiro título é o líder de esquadrões do 502º Regimento de Infantaria Paraquedista da 101ª Divisão Aerotransportada. Baker e os personagens sobreviventes dos jogos anteriores são realocados para uma unidade especial de reconhecimento de sua Companhia Fox dos dois primeiros jogos antes do desembarque nos Países Baixos. Esta unidade com auxílio de jipes faria o reconhecimento do terreno e da movimentação das tropas inimigas para facilitar a movimentação das principais unidades do regimento. Hell's Highway segue o ataque da 101ª Divisão Aerotransportada e a segurança de Eindhoven, bem como a subsequente defesa da área ao redor dos contra-ataques inimigos.

### Enredo
O recém-promovido Sargento Matt Baker é constantemente assombrado pelos eventos da Batalha da Normandia que levaram a morte dos Soldados Allen e Garnett e ao envolvimento do falecido operador de rádio Kevin Leggett. O melhor amigo de Baker, o Sargento Joe "Red" Hartsock (protagonista de Brothers in Arms: Earned in Blood), comanda o 2º esquadrão da unidade de reconhecimento de Baker do 502º Regimento de Infantaria Paraquedista, enquanto eles se preparam para a Operação Market Garden. A unidade de Baker recebe substitutos, incluindo o operador de metralhadora Gary Jasper, o jovem recém-chegado Soldado Franky "Beans" LaRoche e o substituto inglês PFC Dawson. Enquanto isso, o Cabo Sam Corrion está frustrado por ter sido constantemente preterido para promoção; como teste, LaRoche é colocado sob seu comando.
No início da operação diurna (Market) em 17 de setembro de 1944, a unidade de Baker chega com segurança aos Países Baixos em planadores antes da força principal. Eles logo se encontram com o membro da resistência holandesa Nicolaas, que fornece informações de reconhecimento. Baker e seus homens garantem a zona de salto do 502º e se encontram com o 1º Sargento Mac Hassey que está sob comando do agora Coronel Robert G. Cole. A unidade de Baker ajuda alguns planadores acidentados, então liga-se ao 506º Regimento ("Five-Oh-Sink"), comandado pelo Coronel Robert Sink. A unidade de Baker luta para tomar a ponte de Son, mas ela é demolida pelas forças alemãs que recuaram, atrasando a operação. Nos arredores de Best, Baker descobre que o Coronel Cole foi morto durante a luta pela cidade. Mac explica a Baker o que aconteceu; assim como ocorreu na vida real, Cole e seus homens estavam sob intenso fogo das forças alemãs e estavam tentando instalar painéis de sinalização para o apoio aéreo. Cole decidiu fazer isso sozinho (para a confusão de Baker) e foi baleado na cabeça por um atirador inimigo usando um rifle Gewehr 43. Baker e Paddock mais tarde encontram o soldado alemão que atirou em Cole, e há uma breve luta. Paddock então joga o soldado pela janela da torre da igreja, onde ele caiu para a morte.
A unidade de Baker é então designada para tomar a cidade de Eindhoven, abrindo caminho para os tanques britânicos da operação terrestre (Garden), e Baker encontra o filho desaparecido de Nicolaas, Pieter. Enquanto os cidadãos de Eindhoven comemoram a libertação da cidade, Baker reencontra Nicolaas com seu filho e LaRoche se apaixona por uma garota holandesa. Naquela noite, a Luftwaffe bombardeia Eindhoven. A unidade de Baker luta contra os escombros em chamas e se encontra com o esquadrão de Hartsock. Enquanto isso, LaRoche parte para resgatar a garota holandesa, apesar das tentativas de Corrion de detê-lo. Eles descobrem que o 2º esquadrão sofreu baixas de atiradores inimigos que vinham de prédios em chamas, dentre as baixas; James Marsh. Imediatamente depois, o Cabo Paddock aparece com o cadáver de Pieter, que foi morto ao lado de seu pai em um prédio em colapso. Baker lidera a unidade pelas ruínas enquanto as forças alemãs tentam proteger a cidade. Depois, eles encontram LaRoche levando a holandesa para um lugar seguro em um prédio em chamas, e Baker os segue para dentro, mas fica desorientado com as chamas e acaba pulando por uma janela em um rio. Quando ele recupera a consciência, ele se encontra perto de um hospital abandonado. Ele testemunha a menina holandesa ser executada pelos alemães, e mais tarde encontra um LaRoche moribundo dentro do prédio. Hartsock consegue encontrá-los e tenta confortar um Baker perturbado. Os dois lutam para sair do hospital abandonado. Imediatamente após Baker entrar em uma antiga sala de aula, ele é derrubado quando uma bomba fica presa na estrutura de metal da clarabóia da sala. Baker então alucina e atira em alemães imaginários que estão acima dele. Sua alucinação é testemunhada por Hartsock.
A unidade deixa Eindhoven e se encontra com Mac em Oedenrode, trazendo suas preocupações sobre Baker. A unidade então se move para Veghel, que eles defendem com a ajuda de tanques britânicos. Hartsock tenta fazer Baker admitir seus problemas mentais quando eles se encontram em um café, mas o esquadrão é repentinamente atingido em cheio por um morteiro; Baker sofre um ferimento facial que deixou uma grande cicatriz em seu rosto, Hartsock é gravemente ferido e fica inconsciente, sendo evacuado da batalha, Campbell sofre um ferimento no pescoço e o pelotão também sofre uma baixa; Dean "Friar" Winchell. Após isso, Baker escolhe Paddock em vez de Corrion para liderar o 2º esquadrão, levando a um confronto entre os dois, onde Baker culpa Corrion pela morte de LaRoche.
Depois, a unidade é implantada na Hell's Highway (a "Estrada do Inferno"), onde são imediatamente emboscados; Corrion é baleado e evacuado para um posto de socorro. Após a batalha, Dawson confronta Baker e diz a ele que conheceu Leggett em Carentan e ameaça Baker para revelar a verdade ou o próprio Dawson o fará. Depois de ser incitado pela culpa de Paddock após sua previsão não intencional da morte de seus companheiros de esquadrão, Baker finalmente confessa o segredo de Leggett a unidade. Dizendo que Allen, Garnett e Leggett foram emboscados pelos alemães.
Em um flashback durante a Invasão da Normandia, França, três dias após o Dia D, enquanto patrulhavam o flanco esquerdo de Saint-Côme-du-Mont perto de uma fazenda em 9 de junho, Allen, Garnett e Leggett realmente entraram em uma discussão devido a rivalidade entre os três, desencadeada por discussões sobre super-heróis de histórias em quadrinhos como Batman (idolatrado por Leggett) e Superman (idolatrado por Allen e Garnett), o ponto de vista sarcástico e humorístico da dupla sobre a guerra o que irritava Leggett, e a postura do mesmo em relação aos seus companheiros de pelotão, que o consideravam estranho devido ao seu comportamento pouco amigável e distante de seus companheiros. Apesar dos apelos de Garnett de que a discussão poderia chamar a atenção dos inimigos nas redondezas, Leggett deliberadamente provoca a atenção dos alemães para mata-los, acabando por desferir um soco em Allen. A discussão acaba atraindo a atenção de três alemães na área, um dos quais mata Garnett instantaneamente com um tiro na cabeça enquanto ele segurava a "pistola da morte" de Baker. Allen, que estava no chão desarmado, usa suas últimas forças para correr em direção ao inimigo e consegue esfaquear um alemão com sua baioneta, mas acaba mortalmente ferido por outro, que ele consegue matar ao voltar para seu rifle M1 a tempo. Ele confronta o último alemão que tem seu rifle K98 emperrado e se rende pedindo misericórdia, mas ao olhar para o seu melhor amigo morto, Allen não poupa o alemão rendido e o mata mesmo assim – pedindo desculpas a Leggett antes de morrer. Leggett apenas assistiu o ocorrido sem demonstrar nenhuma reação a não ser remover o seu capacete em respeito, antes de gritar por Baker. Ao ouvir o relato do que aconteceu, Baker diz a Leggett para ele manter o ocorrido em segredo para poupa-lo da ira de seus homens. Posteriormente, Baker se culpa por ter forçado Leggett a manter o segredo, que lentamente o levou a fadiga e a loucura, culminando em sua morte na Colina 30 em 13 de junho.
De volta a Holanda, a unidade de Baker limpa as posições de artilharia alemã em um último ataque para liberar uma saída para os soldados aliados. Após o ataque, eles descobrem que a Operação Market Garden foi um fracasso e a última ponte que atravessa o Reno permanece em mãos inimigas, e que os britânicos estão sendo destruídos em Arnhem, causando mais de 17.000 baixas aliadas e acabando com suas esperanças de retornar para casa no natal. Em uma estação de triagem, Baker revela a Hartsock que ele está paralisado e sendo enviado para casa para sua família (esposa e filha).
Agora a beira de um colapso emocional, Baker alucina uma conversa com Leggett, que pergunta se Baker pode lidar com a neve, insinuando a próxima Batalha das Ardenas. Baker se recompõe e, com uma nova determinação, faz um discurso motivador para sua unidade, acabando com os rumores sobre a sua "pistola da morte" (uma pistola Colt M1911 dada à Baker por seu pai com a inscrição "To Matthew: Brothers In Arms", com uma lenda entre o pelotão de que quem tocava na pistola morreria de alguma forma). Baker se desfaz da pistola e tenta levantar o ânimo de seus homens, dizendo que continuará a liderá-los até o fim.

## Desenvolvimento

### Gráficos
O jogo utiliza o motor Unreal 3, que fornece gráficos renderizados com Directx 9 e Pixel Shader 3.

## Lançamento

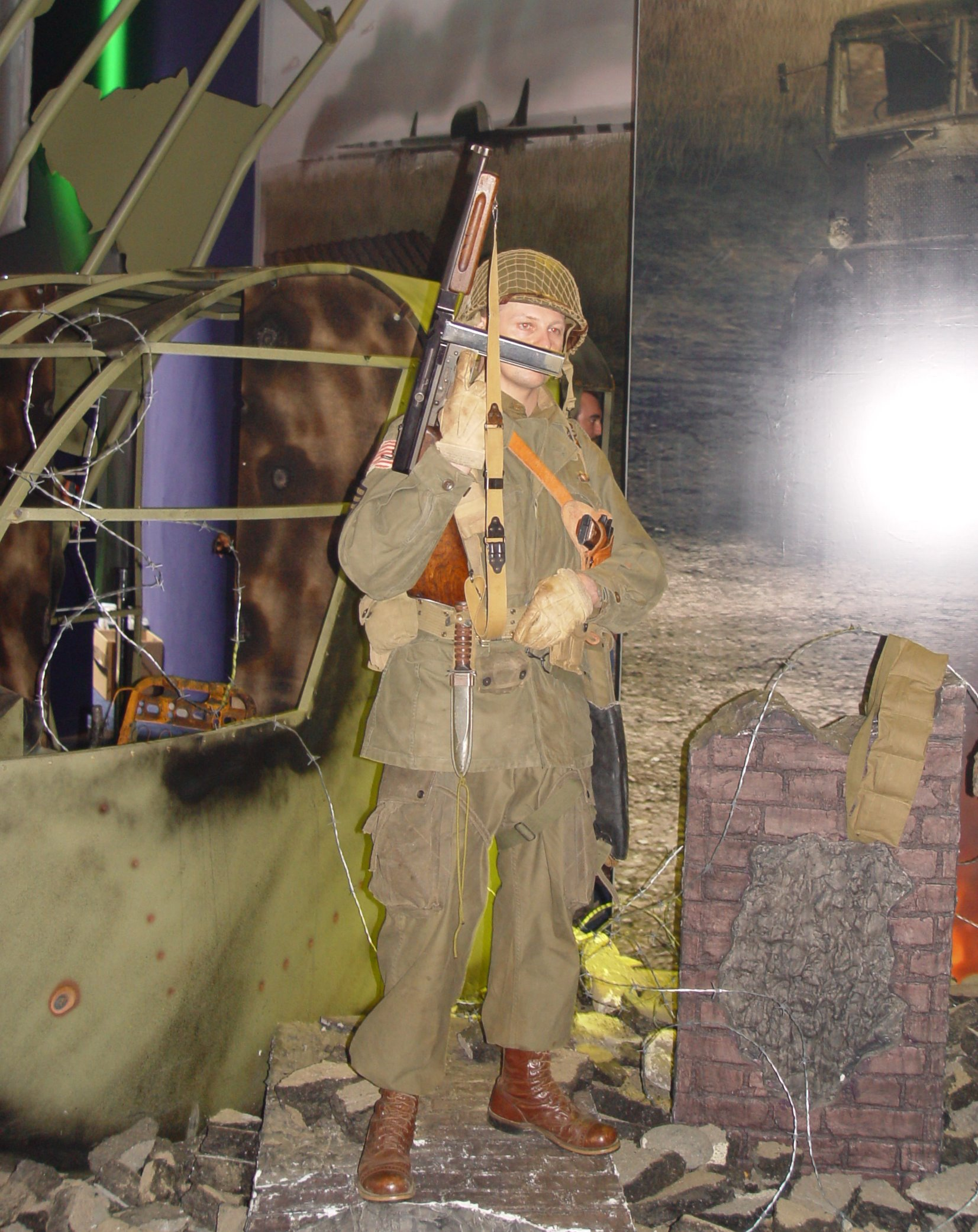
Promoção na E3 2006

O jogo foi lançado oficialmente em 2008 para PlayStation 3 e Xbox 360 em 23 de setembro na América do Norte, 25 de setembro na Austrália e 26 de setembro na Europa. A versão para Microsoft Windows foi lançada duas semanas depois, em 7 de outubro. Foi disponibilizado na Steam no dia seguinte.
A Gearbox apresentou oficialmente uma versão especial de edição limitada do jogo que incluía uma figura de 6 polegadas do Sargento Matt Baker com 13 acessórios, um blister contendo a figura e os acessórios, uma história em quadrinhos Brothers in Arms First Edition de 32 páginas, um mapa colorido da Operação Market Garden, uma embalagem especial e mais 2 personagens multijogador jogáveis.

## Novelização
Brothers in Arms: Hell's Highway foi publicado pela Presidio Press como um romance complementar para o jogo pelo diretor histórico do videogame, Coronel John Antal, que serviu no Exército dos Estados Unidos e se aposentou após 30 anos.

## Recepção
Brothers in Arms: Hell's Highway recebeu críticas "geralmente favoráveis", de acordo com o agregador de críticas Metacritic.
Durante o 12º Prêmio Anual de Conquistas Interativas, a Academia de Artes e Ciências Interativas nomeou Brothers in Arms: Hell's Highway para "Conquista Extraordinária em História Original".